# 伊夫傑利河
伊夫傑利河是俄羅斯的河流，屬於洛濟瓦河的右支流，由斯維爾德洛夫斯克州負責管轄，河道全長116公里，流域面積2,320平方公里，流經西西伯利亞平原，河水主要來自雨水和融雪，每年十月至翌年四月結冰。